# Starshel

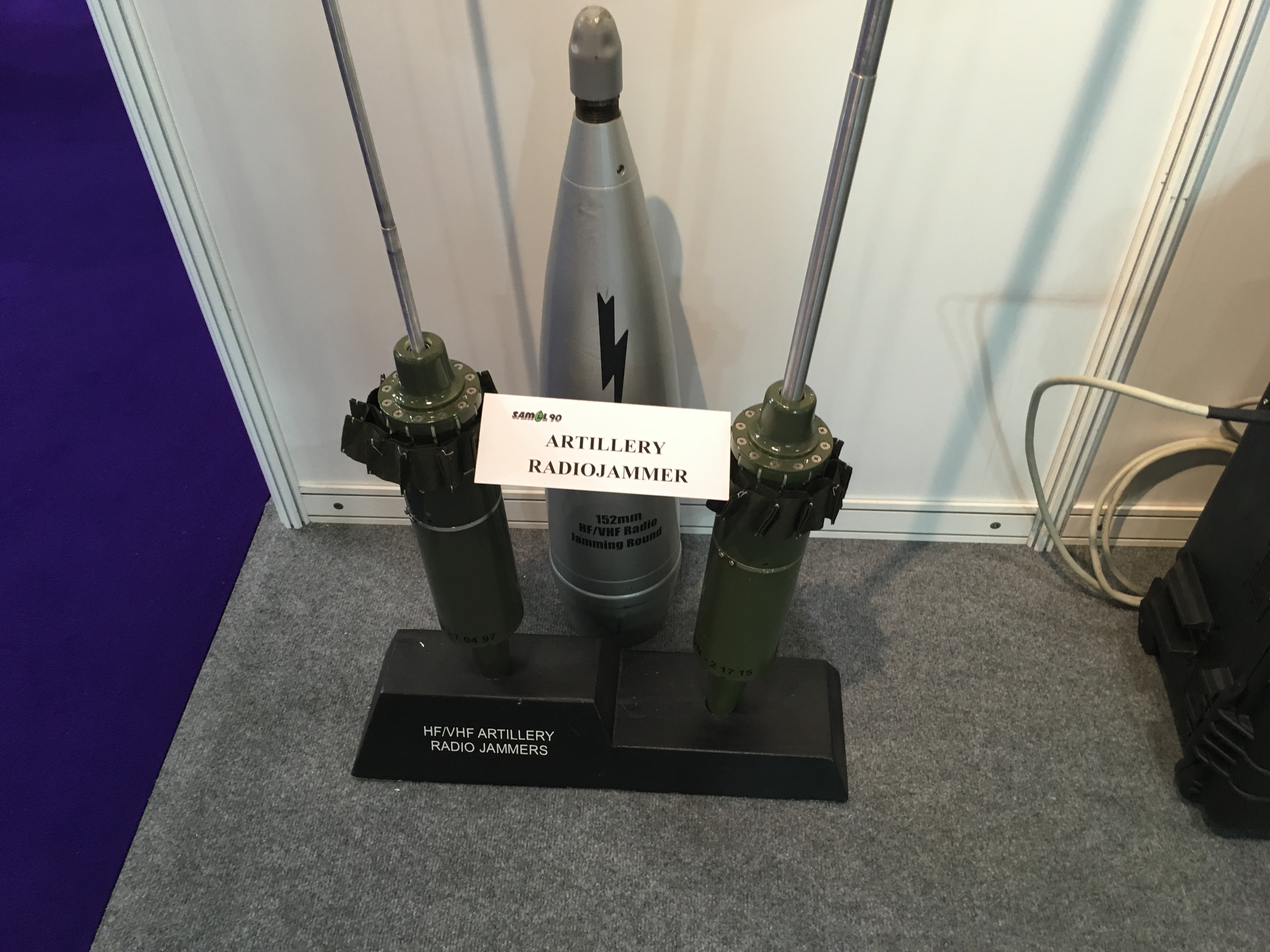
152 мм боєприпас постановки завад Starshel на DSEI-2019, компанія Samel90 (Болгарія)

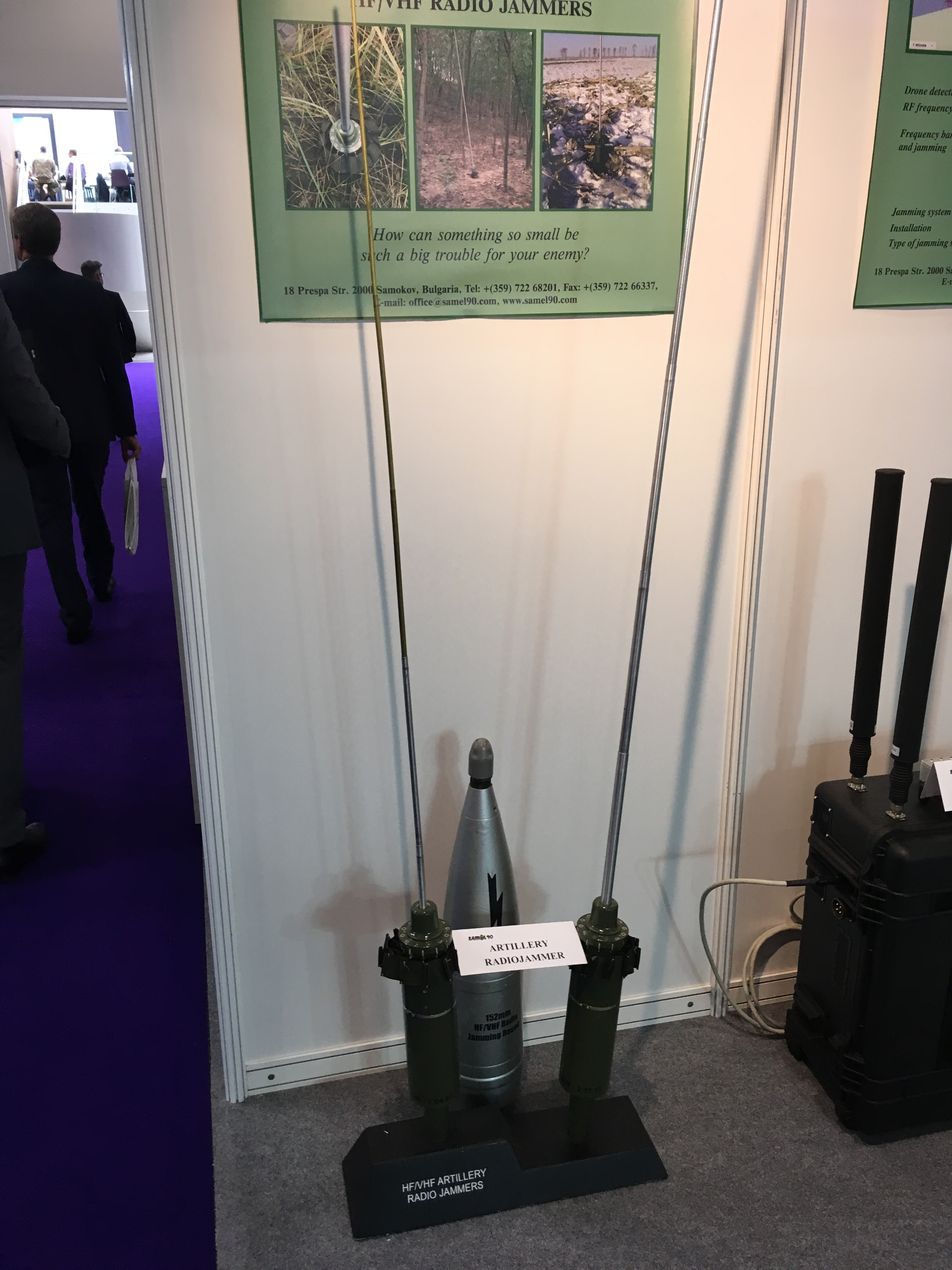
152 мм снаряд Starshel, DSEI-2019

R-045/R-046 Starshel (болг. Стършел, дос. «Шершень») — артилерійський боєприпас постановки активних перешкод, калібрів
122 мм (R-045) та 152 мм (R-046), що застосовується у збройних силах Болгарії.

## Історія та особливості застосування
Снаряди Starshel були розроблені на початку 1980-х і прийняті на озброєння збройних сил Болгарії у середині 80-х. До середини 1990-х рр. такі боєприпаси були вже в кожній артилерійській частині болгарської армії. Повний комплект постановки перешкод складається з кількох снарядів, що охоплюють діапазон подавлення від 20 до 100 МГц (з 5 снарядами) для R-045 і від 1,5 до 120 МГц (з 8 снарядами) — для R-046.
Після контакту боєприпасу з землею автоматичний запобіжник спрацьовує, і висувається антена довжиною 1,5 метра. Апаратура передавача перешкод живиться від невеликої літієвої батареї не менше години. Ефективна дальність пригнічення радіозасобів — не менше 700 м. Зазвичай 1 або 2 набори Starshel використовуються для повного пригнічення ворожих комунікацій у тактичному масштабі.

## Специфікація[2]
- Дальність стрільби R-045: 3,000 — 14,500 m
- Дальність стрільби R-046: 4,000 — 16,500 m
- Вага R-046: 34,56 кг
- Тривалість зберігання у звичайному стані: 10 років

## Сумісні артилерійські засоби

### R-045
- 2С1 «Гвоздика»
- 122 мм гаубиця M1938 (M-30)

### R-046
- 2С3 «Акація»
- 2А36 «Гіацинт-Б»
- 2А65 «Мста-Б»
- 152-мм гармата-гаубиця Д-20